# ヴァリアン・セミコンダクターイクイップメント・アソシエイツ
ヴァリアン・セミコンダクターイクイップメント・アソシエイツとは半導体製造用のイオン注入装置を開発、製造する企業。

## 概要
半導体製造用のイオン注入装置を開発、製造する企業で1971年にExtrionとして設立されて1975年にヴァリアン・アソシエイツの傘下に入り、1999年に事業の分割により独立して2011年にアプライド・マテリアルズに約49億ドル（約3950億円）で買収された。

## 沿革
- 1971年 - Extrionとして設立
- 1999年 - 事業分割によってヴァリアン・セミコンダクターイクイップメント・アソシエイツとして独立
- 2011年 - アプライド・マテリアルズに約49億ドル（約3950億円）で買収された

## 製品
- イオン注入装置